# Joël Schmied
 (août 2025).
Les informations dans cet article sont mal organisées, redondantes, ou il existe des sections bien trop longues. Structurez-le ou soumettez des propositions en page de discussion.
Avec le temps, il arrive que le contenu présent dans un article devienne désordonné. Il est souvent nécessaire de réorganiser l'article de fond en comble.
- Il faut tout d’abord répartir le contenu de l'article en plusieurs sections. Les informations doivent ensuite être exposées clairement et le plus synthétiquement possible, regroupées par sujet afin d'éviter les doublons. Quelqu'un cherchant une information précise doit pouvoir la trouver rapidement en lisant la section appropriée.
- À l'intérieur de chaque section, le texte, souvent initialement sous la forme de phrases éparses, doit être regroupé dans des paragraphes de quelques lignes, en assurant un enchaînement logique et une cohérence entre les phrases.
- Lorsque l'article ou l'une de ses sections développe trop longuement un point qui n'est pas dans le cœur du sujet traité, il convient de faire une synthèse et de transférer l'ancien contenu dans des articles plus appropriés (en cas de transfert, il faut impérativement respecter la procédure Aide:Scission).

Si vous pensez que ces points ont été résolus, vous pouvez retirer ce bandeau et améliorer le plan d'un autre article.
Joël Schmied, né le 23 septembre 1998 à Berne en Suisse, est un footballeur suisse, qui évolue au poste de défenseur central au sein du FC Cologne.

## Biographie

### En club

#### BSC Young Boys (2019-2020)
Il n'a joué aucun match avec l'équipe première du BSC Young Boys, lors de sa signature de contrat il est directement prêté au FC Wil.
Il quitte le club en août 2020 après un prêt au FC Wil.

##### Prêt au FC Wil (2019-2020)
Il est prêté par Young Boys pendant 1 saison au FC Wil.

#### FC Vaduz (2020-2021)
Il rejoint le FC Vaduz en août 2020.

#### FC Sion (2021-2024)
En août 2021, il signe au FC Sion où il a signé un contrat de 4 ans,.
En avril 2023, il est remplacent depuis son arrivée au club mais il a changé de statut, il est dorénavant incontournable.
En juin 2023, le club descend en 2ème division suisse il évoluera en Challenge League la saison 2023-2024.
En juin 2024, le FC Sion parvient à gagner le championnat de 2ème division et retrouvera ainsi la Super League lors de la saison 2024-2025.

#### FC Cologne (Depuis 2025)
Le 13 janvier 2025, Joël Schmied s'engage jusqu'en 2029 au 1. FC Cologne en 2. Bundesliga.

## Statistiques
| Saison                | Club                      | Championnat           | Championnat | Championnat | Coupe(s) nationale(s) | Coupe(s) nationale(s) | Compétition(s) continentale(s) | Compétition(s) continentale(s) | Compétition(s) continentale(s) | Total | Total |
| Saison                | Club                      | Division              | M.          | B.          | M.                    | B.                    | Comp.                          | M.                             | B.                             | M.    | B.    |
| 2016-2017             | BSC YB M21                | 1re ligue             | 12          | 0           | -                     | -                     | -                              | -                              | -                              | 12    | 0     |
| 2017-2018             | BSC YB M21                | 1re ligue             | 27          | 1           | -                     | -                     | -                              | -                              | -                              | 27    | 1     |
| 2018-2019             | BSC YB M21                | Promotion League      | 0           | 0           | -                     | -                     | -                              | -                              | -                              | 0     | 0     |
| 2018-2019             | FC Breitenrain (prêt)     | Promotion League      | 13          | 0           | 2                     | 0                     | -                              | -                              | -                              | 15    | 0     |
| 2018-2019             | FC Rapperswil-Jona (prêt) | Promotion League      | 18          | 1           | -                     | -                     | -                              | -                              | -                              | 18    | 1     |
| Sous-total            | Sous-total                | Sous-total            | 70          | 2           | 2                     | 0                     | -                              | -                              | -                              | 72    | 2     |
| 2019-2020             | BSC YB                    | Super League          | 0           | 0           | -                     | -                     | -                              | -                              | -                              | 0     | 0     |
| 2019-2020             | FC Wil (prêt)             | Challenge League      | 36          | 3           | 2                     | 0                     | -                              | -                              | -                              | 38    | 3     |
| Sous-total            | Sous-total                | Sous-total            | 36          | 3           | 2                     | 0                     | -                              | -                              | -                              | 38    | 3     |
| 2020-2021             | FC Vaduz                  | Super League          | 32          | 7           | -                     | -                     | -                              | -                              | -                              | 32    | 7     |
| 2021-2022             | FC Vaduz                  | Challenge League      | 3           | 1           | -                     | -                     | C4                             | 2                              | 0                              | 5     | 1     |
| Sous-total            | Sous-total                | Sous-total            | 35          | 8           | -                     | -                     | -                              | 2                              | 0                              | 37    | 8     |
| 2021-2022             | FC Sion M21               | Promotion League      | 2           | 0           | -                     | -                     | -                              | -                              | -                              | 2     | 0     |
| 2021-2022             | FC Sion                   | Super League          | 6           | 0           | 1                     | 0                     | -                              | -                              | -                              | 7     | 0     |
| 2022-2023             | FC Sion                   | Super League          | 3           | 1           | -                     | -                     | -                              | -                              | -                              | 3     | 1     |
| Sous-total            | Sous-total                | Sous-total            | 11          | 1           | 1                     | 0                     | -                              | -                              | -                              | 12    | 1     |
| Total sur la carrière | Total sur la carrière     | Total sur la carrière | 152         | 14          | 5                     | 0                     | -                              | 2                              | 0                              | 159   | 14    |